# Associação de Intérpretes e Músicos
Associação de Intérpretes e Músicos (Assim) é uma associação de titulares de direitos sobre obras musicais e fonogramas brasileira, filiada ao Escritório Central de Arrecadação e Distribuição (Ecad).
Foi fundada em 1978 por Elis Regina.
Assim como outras sociedades de autores, tem a missão de documentar e comprovar a titularidade de direitos de seus associados, para que eles possam receber suas parcelas do total arrecadado pelo Ecad.
Em 1998, após a mudança na legislação brasileira de direitos autorais, uniu-se a outras três associações (Sabem, Sadembra e Anacim) na tentativa de criar um órgão paralelo para arrecadação, o Conselho Nacional dos Direitos de Execução (CNDE). As quatro foram então expulsas do Ecad, em 15 de abril de 1999. Mais tarde, foi readmitida, porém perdeu seu patrimônio.